# Dimerandra carnosiflora
Dimerandra carnosiflora är en orkidéart som beskrevs av Emily Steffan Siegerist. Dimerandra carnosiflora ingår i släktet Dimerandra och familjen orkidéer. Inga underarter finns listade i Catalogue of Life.